# 上熊本
上熊本（かみくまもと）は、熊本県熊本市西区の地名。上熊本一丁目から上熊本三丁目までが設置されている。2024年7月1日現在の人口は4,394人。郵便番号860-0079。

## 地理
熊本市中心部のやや北に位置する。JR九州・熊本電鉄上熊本駅駅前でくびれ、南北に細長い町域を持つ。北東で池田、南東で京町本丁、京町、南で古京町、南西で段山本町、西で花園、北西で池亀町と隣接する。
上熊本駅を軸に、池田・北部方面や、子飼方面、南東に少し入った京町本丁からは植木方面へのバスなどが発着する交通の要衝である。

## 世帯数と人口
2024年（令和6年）7月1日現在の世帯数と人口は以下の通りとなる。
| 丁目         | 世帯      | 人口    |
| 上熊本一丁目 | 721世帯   | 1,440人 |
| 上熊本二丁目 | 589世帯   | 1,039人 |
| 上熊本三丁目 | 994世帯   | 1,915人 |
| 計           | 2,304世帯 | 4,394人 |

## 教育機関
- 熊本市立井芹中学校
- 熊本市立総合ビジネス専門学校
- 熊本看護専門学校
- 上熊本三陽自動車学校

## 施設
- 熊本県立総合体育館
- 熊本県営上熊本団地
- 上熊本郵便局
- 金剛熊本本社
- CORE21上熊本店
- ローソン上熊本1丁目店
- ドコモショップ上熊本
- 焼肉なべしま上熊本店
- Honda Cars熊本 上熊本店
- オステリア・ラティオ

## 交通

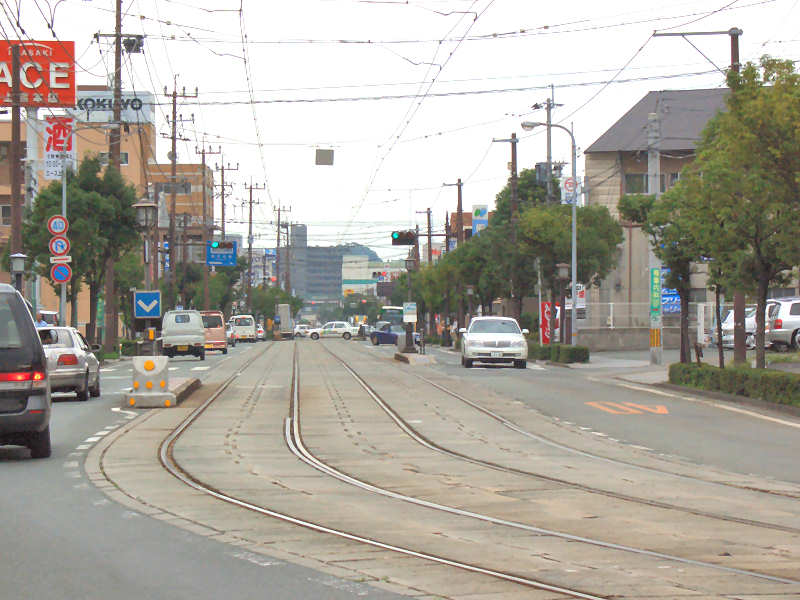
県立体育館前駅周辺（上熊本2丁目）

### 鉄道
- JR九州鹿児島本線 - 上熊本駅
- 熊本電鉄菊池線 - 上熊本駅・韓々坂駅
- 熊本市交通局上熊本線 - 上熊本電停・県立体育館前電停・本妙寺入口電停

### バス
- 熊本都市バス上熊本営業所（2011年3月31日までは熊本市営バス上熊本営業所として存在）
- 発着路線：第一環状線・昭和町線・上熊本車庫線・上熊本線（県庁・動植物園）

- 九州産交バス（産交バス）
- 発着路線：菱形線

### 道路
- 熊本県道1号熊本玉名線
- 熊本県道31号熊本田原坂線